# FreeDOS
FreeDOS (anteriormente nomeado Free-DOS e PD-DOS) é um sistema operacional para a arquitetura x86 (IBM PC, Intel e compatíveis) que visa dar compatibilidade com os programas dos já conhecidos sistemas operacionais compatíveis com DOS. Possui licença open-source (GPL - a  mesma do Linux) podendo ser copiado, utilizado e modificado livremente. O FreeDOS é construído como um conjunto de diferentes programas, que atuam como pacotes.
Como um membro da Família DOS, FreeDOS provê principalmente o acesso a disco e ao sistema de arquivos
por meio do núcleo, e  parcialmente o gerenciamento de memória, mas não tem nenhuma interface gráfica (apesar de existirem pacotes para OpenGEM (incluso no CD) e Ozone).
FreeDOS funciona em máquinas antigas como os IBM PCs bem como nas mais atuais além de sistemas embarcados.
Assim como o MS-DOS, ele inicia de um disquete ou disco rígido, mas também pode ser carregado a partir de memória ROM. Ao contrário da sua contraparte proprietária, FreeDOS suporta arranque via CD-ROMs,
e qualquer pessoa é livre para criar suas próprias versões e distribuições, sem precisar pagar nenhuma espécie de royalty. FreeDOS é software livre e de código aberto, licenciado pela GNU GPL.
O objetivo do FreeDOS é oferecer compatibilidade a quem deseja rodar jogos de computador e programas antigos feitos para sistemas operacionais compatíveis com DOS não compatíveis com os sistemas operacionais atuais, provendo suporte a aplicações Internet usando interface DOS.

## História
O Projeto FreeDOS teve início em 26 de Julho de 1994, época em que a Microsoft anunciou o fim da assistência ao MS-DOS. Jim Hall postou então uma carta-manifesto propondo uma alternativa de código aberto. Em poucas semanas, outros programadores incluindo Pat Villani e Tim Norman se juntaram ao projeto. O núcleo, o interpretador de comandos command.com e as principais utilidades foram escritas a partir de código já existente e/ou a partir do zero. A versão 1.0 foi lançada em 3 de setembro de 2006.
Existiram muitas pre-releases do FreeDOS antes da tão esperada versão 1.0.:
Existe também pela internet um patch oficial manual de upgrade da versão 1.0 para 1.1, que foi oficialmente lançada em janeiro de 2012.: